# Lega Nazionale A 2009 (football americano)
La Lega Nazionale A 2009 è stata la 24ª edizione del campionato di football americano di primo livello, organizzato dalla SAFV.

## Squadre partecipanti
| Club                | Città      | Stadio | Sponsor ufficiale | Risultato nella stagione 2008     |
| ------------------- | ---------- | ------ | ----------------- | --------------------------------- |
| Bern Grizzlies      | Berna      |        |                   | Terzo posto in stagione regolare  |
| Calanda Broncos     | Coira      |        |                   | Finalisti                         |
| Geneva Seahawks     | Ginevra    |        |                   | Vincitori Lega B                  |
| Winterthur Warriors | Winterthur |        |                   | Quarto posto in stagione regolare |
| Zürich Renegades    | Zurigo     |        |                   | Vincitori XXIII Swiss Bowl        |

## Stagione regolare

### Calendario

#### 1ª giornata
| Igis 5 aprile 2009 | Calanda Broncos | 16 – 14 | Bern Grizzlies | Sportplatz Ried |

| Witikon 5 aprile 2009 | Zürich Renegades | 31 – 6 | Geneva Seahawks | Sportplatz Looren |

#### 2ª giornata
| Winterthur 13 aprile 2009 | Winterthur Warriors | 34 – 35 | Zürich Renegades | Sportplatz Deutweg |

| Ginevra 13 aprile 2009 | Geneva Seahawks | 7 – 61 | Calanda Broncos | Centre de Vessy |

#### 3ª giornata
| Berna 19 aprile 2009 | Bern Grizzlies | 65 – 0 | Geneva Seahawks | Sportplatz Schonau |

| Igis 19 aprile 2009 | Calanda Broncos | 70 – 20 | Winterthur Warriors | Sportplatz Ried |

#### 4ª giornata
| Ginevra 26 aprile 2009 | Geneva Seahawks | 6 – 50 | Winterthur Warriors | Centre de Vessy |

| Witikon 26 aprile 2009 | Zürich Renegades | 34 – 20 | Bern Grizzlies | Sportplatz Looren |

#### 5ª giornata
| Winterthur 3 maggio 2009 | Winterthur Warriors | 30 – 26 (0-7 8-6 8-13 14-0) | Calanda Broncos | Sportplatz Deutweg |
| Weiler Q2 ( TD ) 1yd run ? Q2 ( tpc ) action Fluckiger Q3 ( TD ) 18yd pass from Hippeard ? Q3 ( tpc ) action Boller Q4 ( TD ) 18yd pass from Hippeard Fluckiger Q4 ( TD ) 18yd pass from Hippeard ? Q4 ( tpc ) action Marcatori Robinson Q1 ( TD ) 80yd pass from M. Glavic Robinson Q1 ( pat ) Jones Q2 ( TD ) 7yd run Haas Q3 ( TD ) 18yd pass from M. Glavic Robinson Q3 ( pat ) M. Glavic Q3 ( TD ) 1yd run |                     | |                 |                    |
| |                     | |                 |                    |
| Weiler Q2 (TD) 1yd run ? Q2 (tpc) action Fluckiger Q3 (TD) 18yd pass from Hippeard ? Q3 (tpc) action Boller Q4 (TD) 18yd pass from Hippeard Fluckiger Q4 (TD) 18yd pass from Hippeard ? Q4 (tpc) action | Marcatori           | Robinson Q1 (TD) 80yd pass from M. Glavic Robinson Q1 (pat) Jones Q2 (TD) 7yd run Haas Q3 (TD) 18yd pass from M. Glavic Robinson Q3 (pat) M. Glavic Q3 (TD) 1yd run |                 |                    |

| Ginevra 3 maggio 2009 | Geneva Seahawks | 0 – 50 | Bern Grizzlies | Centre de Vessy |

#### 6ª giornata
| Winterthur 17 maggio 2009 | Winterthur Warriors | 54 – 0 | Geneva Seahawks | Sportplatz Deutweg |

| Berna 17 maggio 2009                           | Bern Grizzlies | 0 – 10 (0-0 0-7 0-0 0-3)       | Zürich Renegades | Sportplatz Schonau |
| Marcatori ? Q2 ( TD ) ? Q2 ( pat ) ? Q4 ( FG ) |                |                                |                  |                    |
|                                                |                |                                |                  |                    |
|                                                | Marcatori      | ? Q2 (TD) ? Q2 (pat) ? Q4 (FG) |                  |                    |

#### 7ª giornata
| Witikon 24 maggio 2009 | Zürich Renegades | 21 – 28 (0-0 7-14 6-0 8-14) | Calanda Broncos | Sportplatz Looren |
| Trautmann Q2 ( TD ) 15yd pass from Joseph ? Q2 ( pat ) Trautmann Q3 ( TD ) 15yd pass from Joseph Coissy Q4 ( TD ) 20yd run ? Q4 ( tpc ) action Marcatori Jones Q2 ( TD ) 3yd run Robinson Q2 ( pat ) Robinson Q2 ( TD ) 50yd pass from M. Glavic Robinson Q2 ( pat ) M. Glavic Q4 ( TD ) 3yd run Robinson Q4 ( pat ) James Q4 ( TD ) 36yd pass from M. Glavic Robinson Q4 ( pat ) |                  | |                 |                   |
| |                  | |                 |                   |
| Trautmann Q2 (TD) 15yd pass from Joseph ? Q2 (pat) Trautmann Q3 (TD) 15yd pass from Joseph Coissy Q4 (TD) 20yd run ? Q4 (tpc) action | Marcatori        | Jones Q2 (TD) 3yd run Robinson Q2 (pat) Robinson Q2 (TD) 50yd pass from M. Glavic Robinson Q2 (pat) M. Glavic Q4 (TD) 3yd run Robinson Q4 (pat) James Q4 (TD) 36yd pass from M. Glavic Robinson Q4 (pat) |                 |                   |

| Winterthur 24 maggio 2009 | Winterthur Warriors | 24 – 14 | Bern Grizzlies | Sportplatz Deutweg |

#### 8ª giornata
| 1º giugno 2009 | Calanda Broncos | 50 – 0 (d.g.s.) | Geneva Seahawks |  |

| Witikon 1º giugno 2009 | Zürich Renegades | 23 – 6 | Winterthur Warriors | Sportplatz Looren |

#### 9ª giornata
| Berna 14 giugno 2009 | Bern Grizzlies | 24 – 21 (7-14 7-0 7-7 3-0) | Calanda Broncos | Sportplatz Schonau |
| ? Q1 ( TD ) 3yd run ? Q1 ( pat ) ? Q2 ( TD ) 3yd run ? Q2 ( pat ) ? Q3 ( TD ) 1yd run ? Q3 ( pat ) ? Q4 ( FG ) 30yd Marcatori Haas Q1 ( TD ) 8yd pass from M. Glavic Robinson Q1 ( pat ) James Q1 ( TD ) 24yd pass from M. Glavic Robinson Q1 ( pat ) Robinson Q3 ( TD ) 90yd kickoff return Robinson Q3 ( pat ) |                | |                 |                    |
| |                | |                 |                    |
| ? Q1 (TD) 3yd run ? Q1 (pat) ? Q2 (TD) 3yd run ? Q2 (pat) ? Q3 (TD) 1yd run ? Q3 (pat) ? Q4 (FG) 30yd | Marcatori      | Haas Q1 (TD) 8yd pass from M. Glavic Robinson Q1 (pat) James Q1 (TD) 24yd pass from M. Glavic Robinson Q1 (pat) Robinson Q3 (TD) 90yd kickoff return Robinson Q3 (pat) |                 |                    |

| Ginevra 14 giugno 2009 | Geneva Seahawks | 0 – 50 (d.g.s.) | Zürich Renegades | Centre de Vessy |

#### 10ª giornata
| Berna 20 giugno 2009 | Bern Grizzlies | 13 – 12 | Winterthur Warriors | Sportplatz Schonau |

#### 11ª giornata
| Igis 28 giugno 2009 | Calanda Broncos | 52 – 39 (7-10 18-14 14-7 13-8) | Zürich Renegades | Sportplatz Ried |
| James Q1 ( TD ) 20yd pass from M. Glavic Robinson Q1 ( pat ) James Q2 ( TD ) 48yd pass from M. Glavic James Q2 ( TD ) 42yd pass from M. Glavic Van der Meji Q2 ( TD ) 13yd pass from M. Glavic Koch Q3 ( TD ) 5yd pass from M. Glavic Robinson Q3 ( pat ) Van der Meji Q3 ( TD ) 5yd pass from M. Glavic Robinson Q3 ( pat ) Van der Meji Q4 ( TD ) 5yd pass from M. Glavic M. Glavic Q4 ( TD ) 8yd run Robinson Q4 ( pat ) Marcatori Gasser Q1 ( FG ) 42yd Langholz Q1 ( TD ) 17yd pass from Joseph Gasser Q1 ( pat ) Gersbach Q2 ( TD ) 11yd run Gasser Q2 ( pat ) Langholz Q2 ( TD ) 31yd pass from Joseph Gasser Q2 ( pat ) Gasnel Q3 ( TD ) 8yd run Gasser Q3 ( pat ) Langholz Q4 ( TD ) 8yd pass from Joseph ? Q4 ( tpc ) action |                 | |                  |                 |
| |                 | |                  |                 |
| James Q1 (TD) 20yd pass from M. Glavic Robinson Q1 (pat) James Q2 (TD) 48yd pass from M. Glavic James Q2 (TD) 42yd pass from M. Glavic Van der Meji Q2 (TD) 13yd pass from M. Glavic Koch Q3 (TD) 5yd pass from M. Glavic Robinson Q3 (pat) Van der Meji Q3 (TD) 5yd pass from M. Glavic Robinson Q3 (pat) Van der Meji Q4 (TD) 5yd pass from M. Glavic M. Glavic Q4 (TD) 8yd run Robinson Q4 (pat) | Marcatori       | Gasser Q1 (FG) 42yd Langholz Q1 (TD) 17yd pass from Joseph Gasser Q1 (pat) Gersbach Q2 (TD) 11yd run Gasser Q2 (pat) Langholz Q2 (TD) 31yd pass from Joseph Gasser Q2 (pat) Gasnel Q3 (TD) 8yd run Gasser Q3 (pat) Langholz Q4 (TD) 8yd pass from Joseph ? Q4 (tpc) action |                  |                 |

### Classifica
La classifica della regular season è la seguente:
- PCT = percentuale di vittorie, G = partite giocate, V = partite vinte, P = partite perse, PF = punti fatti, PS = punti subiti
- La qualificazione ai playoff è indicata in verde
- L'ultima classificata è relegata in Lega B 2010 (giallo)

| Pos. | Squadra             | PCT  | G | V | P | PF  | PS  |
| ---- | ------------------- | ---- | - | - | - | --- | --- |
| 1    | Calanda Broncos     | .750 | 8 | 6 | 2 | 324 | 155 |
| 2    | Zürich Renegades    | .750 | 8 | 6 | 2 | 243 | 146 |
| 3    | Winterthur Warriors | .500 | 8 | 4 | 4 | 230 | 187 |
| 4    | Bern Grizzlies      | .500 | 8 | 4 | 4 | 200 | 117 |
| 5    | Geneva Seahawks     | .000 | 8 | 0 | 8 | 19  | 411 |

## Playoff

### Tabellone
|  | Semifinali | Semifinali          | Semifinali |                  |    | XXIV Swiss Bowl | XXIV Swiss Bowl | XXIV Swiss Bowl |  |
|  |            |                     |            |                  |    |                 |                 |                 |  |
|  | 1          | Calanda Broncos     | 42         |                  |    |                 |                 |                 |  |
|  | 1          | Calanda Broncos     | 42         |                  |    |                 |                 |                 |  |
|  | 4          | Bern Grizzlies      | 0          |                  |    |                 |                 |                 |  |
|  | 4          | Bern Grizzlies      | 0          |                  | 1  | Calanda Broncos | 35              |                 |  |
|  |            |                     |            |                  | 1  | Calanda Broncos | 35              |                 |  |
|  |            |                     | 2          | Zürich Renegades | 23 |                 |                 |                 |  |
|  | 3          | Winterthur Warriors | 2          | Zürich Renegades | 23 | 46              |                 |                 |  |
|  | 3          | Winterthur Warriors |            |                  |    |                 |                 |                 |  |
|  | 2          | Zürich Renegades    | 51         |                  |    |                 |                 |                 |  |

### Semifinali
| Igis 12 luglio 2009 | Calanda Broncos | 42 – 0 (14-0 14-0 14-0 0) | Bern Grizzlies | Sportplatz Ried |
| Robinson Q1 ( TD ) 78yd pass from M. Glavic Robinson Q1 ( pat ) James Q1 ( TD ) 23yd pass from M. Glavic Robinson Q1 ( pat ) Van der Meji Q2 ( TD ) 13yd pass from M. Glavic Robinson Q2 ( pat ) Jones Q2 ( TD ) 3yd run Robinson Q2 ( pat ) Robinson Q3 ( TD ) 85yd kickoff return Robinson Q3 ( pat ) James Q3 ( TD ) 13yd pass from M. Glavic Robinson Q3 ( pat ) Marcatori |                 |                           |                |                 |
| |                 |                           |                |                 |
| Robinson Q1 (TD) 78yd pass from M. Glavic Robinson Q1 (pat) James Q1 (TD) 23yd pass from M. Glavic Robinson Q1 (pat) Van der Meji Q2 (TD) 13yd pass from M. Glavic Robinson Q2 (pat) Jones Q2 (TD) 3yd run Robinson Q2 (pat) Robinson Q3 (TD) 85yd kickoff return Robinson Q3 (pat) James Q3 (TD) 13yd pass from M. Glavic Robinson Q3 (pat)                                   | Marcatori       |                           |                |                 |

| 12 luglio 2009 | Zürich Renegades | 51 – 46 | Winterthur Warriors |  |

### XXIV Swiss Bowl
| Berna 25 luglio 2009 | Calanda Broncos | 35 – 23 (7-7 14-16 14-0 0-0) | Zürich Renegades | Stade de Suisse |
| Jones Q1 ( TD ) 4yd run Robinson Q1 ( pat ) James Q2 ( TD ) 30yd pass from M. Glavic Robinson Q2 ( pat ) Robinson Q2 ( TD ) 90yd kickoff return Robinson Q2 ( pat ) Jones Q3 ( TD ) 6yd run Robinson Q3 ( pat ) Jones Q3 ( TD ) 4yd run Robinson Q3 ( pat ) Marcatori Langholz Q1 ( TD ) 17yd pass from Joseph Gasser Q1 ( pat ) Trautmann Q2 ( TD ) 8yd pass from Joseph Langholz Q2 ( TD ) 85yd pass from Joseph Gasser Q2 ( pat ) Gasser Q2 ( FG ) 42yd |                 | |                  |                 |
| |                 | |                  |                 |
| Jones Q1 (TD) 4yd run Robinson Q1 (pat) James Q2 (TD) 30yd pass from M. Glavic Robinson Q2 (pat) Robinson Q2 (TD) 90yd kickoff return Robinson Q2 (pat) Jones Q3 (TD) 6yd run Robinson Q3 (pat) Jones Q3 (TD) 4yd run Robinson Q3 (pat) | Marcatori       | Langholz Q1 (TD) 17yd pass from Joseph Gasser Q1 (pat) Trautmann Q2 (TD) 8yd pass from Joseph Langholz Q2 (TD) 85yd pass from Joseph Gasser Q2 (pat) Gasser Q2 (FG) 42yd |                  |                 |

## Verdetti
- Calanda Broncos Campioni di Svizzera 2009
- Geneva Seahawks relegati in Lega B 2010